# VJ

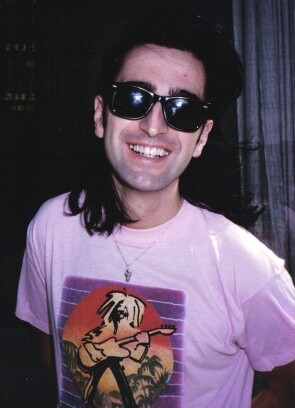
Paul King, popularny w latach 80. VJ stacji MTV i VH1

VJ lub veejay (od słowa Video Jockey, analogicznie jak disc jockey czyli DJ lub „deejay”) – termin, który powstał we wczesnych latach 80., by opisać ludzi, którzy prezentowali klipy video dla MTV i MuchMusic. Słowo VJ reprezentuje również osobę, która tworzy wizualizacje na żywo do wszystkich typów muzyki.

## Artyści wizualizacji na żywo
VJ-e pojawiają się obecnie równolegle z DJ-ami, pomimo tego że to właśnie VJ ma więcej wspólnego z muzykami niż z DJ-ami. Często używają analogowych mikserów video, mieszają różne obrazy i klipy. Niedawno producenci sprzętu muzycznego zaczęli wypuszczać urządzenia dedykowane VJ-om. Również rozwój techniki komputerowej pozwolił na stworzenie oprogramowania dla VJ-ów.

## VJ-e w Polsce
W Polsce ruch ten został zapoczątkowany prawdopodobnie w Szczecinie w 1996 r., wraz z rozwojem imprezy TDM (Techno Dance Mission) w studiu graficznym Creo, pierwszymi VJ w Polsce byli Przemysław Borkowski i Marcin Przepiórka (ampersand.pl). Wykorzystując animacje 3D oraz najprostsze rozwiązania technologiczne, w połączeniu z techniką Video stworzyli oni podwaliny pod branżę VJ. Imprezy z ich udziałem odbywały się na terenie całego kraju.

## Wydarzenia VJ
W poprzednich latach popularne stały się wydarzenia zawiązane z wizualizacjami.
AVIT to jedno z największych wydarzeń. Organizowane raz do roku w Wielkiej Brytanii, Niemczech oraz w Ameryce Północnej. Pojawiają się również mniejsze wydarzenia w Ameryce Łacińskiej.
AVIT ma 4 główne cele:
- zwrócić uwagę na VJ-ing i wizualizacje
- rozwój umiejętności VJ-ów
- zwiększyć profil wizualizacji live do stopnia sztuki
- zainteresować społecznością VJ-ów

Optronica – inaugurowała w Lato 2005 podczas National Film Theatre w londyńskim kinie IMAX. Optronica to międzynarodowe wydarzenie o wysokim profilu skupiające się na sztuce wizualizacji.
Regionalnie powstaje wiele mniejszych wydarzeń i spotkań VJ-ów. VAX Sessions w katalońskim regionie Hiszpanii, Video Salon w San Francisco oraz Lava Sessions w Los Angeles.